# 좌익 국민주의
좌익 내셔널리즘(영어: Left-Wing Nationalism)는 좌익 이념과 민족주의가 결합된 사상으로, 사회주의적 애국주의, 민족 해방, 집산주의, 반제국주의, 반파시즘, 평등주의, 반인종주의 따위를 핵심 요소로 포함한다. 우익 내셔널리즘의 보편적인 형태인 국민보수주의와는 구분된다.

## 개요

### 좌익 국민주의의 기원
좌익 국민주의가 본격적으로 상용화 된 시기는 20세기 초, 러시아 혁명으로 절대왕정이 타도되고 소비에트 사회주의 공화국이 성립된 이후부터 블라디미르 레닌이 주창한 민족 해방론 함께 전 세계로 퍼져나갔다. 오늘날의 보편적인 좌익 국민주의는 마르크스-레닌주의의 제국주의론과 공산주의의 인간해방론을 적용해 제국주의 침력 세력에 대한 정치, 사회, 문화 및 경제적으로 완전한 자주 국가를 구현하는 것을 이상으로 삼는다. 또한 20세기 초의 좌익 국민주의 형태는 오늘날까지 이어져오는데, 당시 막강한 경제력과 군사력을 가진 강대국들은 개발도상국 및, 약소국의 1차 자원의 생산을 강요하는 등, 시세를 강대국의 이익에 맞게 군사력 및 국제적인 정치권력을 이용해 마음대로 변동시켰다. 거의 대부분의 약소국은 이러한 거래를 순응해왔지만 일부 좌익 및 공산주의자들이 이를 강력히 반대하였다. 우선 강대국에 의해 약소국이 생산하는 1차 자원 및 여러 생산품이 강대국의 이익에 맞게 변동되면 생산력을 발생시키는 노동자들한테는 그 이익이 제대로 분배되지 못한다. 또 다른 예로는 강대국 위주로 진행되는 자유무역협정과 같은 것은 강대국에서 생산되는 막대한 상품들을 싼값에 동시다발적으로 수출시키기 위해 존재하는 것이기 때문에 이러한 협정들은 협정을 받는 약소국 측에서의 소작농, 1차 자원을 생산하는 노동자들에게 경제적으로 큰 부담을 줄수밖에 없었다. 또한 약소국 착취를 행하는 주요 강대국이 미국을 필두로 한 서방 국가들이었고 이들은 식민지 확대 정책을 기반으로 강력한 산업화 및 근대 자본주의를 바탕으로 성장해왔다.
1922년 소련이 성립된 이후부터 좌익 국민주의자들은 소련 공산당과 코민테른을 중심으로 단결하였다. 한편, 코민테른에서는 강대국의 제국주의로 인해 식민지화 된 여러 약소국을 지원해 전 세계적인 규모의 공산주의 혁명을 일으켜 세계 소비에트 사회주의 공화국을 창립할 것을 결의하였다. 때문에 소련에서는 각국의 반제국주의자 및 식민지 해방세력을 지원해주는 등 여러 활동을 펼쳤는데 대한민국의 역사로는 일제강점기 시기에 한인사회당의 김립이 블라디미르 레닌으로부터 200만 루블을 지원받은 것을 대표적인 소련의 국제적 민족 해방 운동의 지원사로 여기고 있다. 소련은 동남아시아의 공산주의 국가 아프리카 북부 국가,  중국의 팔로군, 몽골의 몽골 인민전선, 조선의 동북항일연군(소련 극동군 제88 교도여단), 조선의용대, 쿠바의 쿠바 혁명군, 베트남의 남베트남 민족해방전선, 콜롬비아의 콜롬비아 무장혁명군, 콜롬비아 민족해방군, 칠레의 마누엘 로드리게스 애국전선 등 공산주의 계열의 민족 해방 및 독립운동 단체들을 적극적으로 지원하였다.

### 우익 국민주의와의 차이
좌익 국민주의는 우익 국민주의와 달리 인종주의, 제국주의, 국수주의, 우월주의에 강력히 반대한다. 순수한 형태의 국민주의는 드레퓌스 사건에 의해 우익사상으로 분류되었는데, 우익 국민주의는 후에 파시즘적으로 변할 수 있는 단점을 가지고 있으며, 국민주의의 우편향 정도에 따라 국수주의와 제국주의 그리고 국가 통제주의적인 파시즘으로 변모할 가능성이 매우 높다. 또한 우익 국민주의는 인종적 민족주의에 기반하고 있어 국경 분쟁을 촉발할 위험이 매우 높았다. 이에 반해 좌익 국민주의는 민족심 추구의 한계를 정하고 있다. 그 이유는 좌익 국민주의가 마르크스주의적 사상을 이어받으므로써 거의 대부분의 좌익 국민주의 세력은 공산주의자 내지는 사회주의자들이 대다수였고, 그들이 목표로 하는 사회를 만들기 위해서는 국제주의적인 협력관계를 만들어 나가야 했기 때문이다. 그 과정에서 제국주의나 국수주의같은 배타적인 이념이 배제되었다. 또한 제국주의의 경우는 블라디미르 레닌의 국가와 혁명, 제국주의론에서 나와있듯이 배제되어야 할 일차적 대상이었기에 역시 반제국주의적이었다.

## 사례

### 대한민국에서의 사례
20세기 초반의 근현대적인 좌익 국민주의는 최초로 고려공산당에 의해서 나타났다. 그 후 한인사회당, 조선공산당, 조선 민족혁명당과 같은 세력이 혁명적 좌익국민주의를 계승한다. 1940년대에는 건국동맹도 좌익 국민주의적인 단체로 분류되었다. 인물로는 대표적으로 김두봉, 김원봉, 홍명희, 박헌영, 조봉암, 김일성, 최용건, 여운형 등이 있다.
제3공화국부터 5공화국까지의 군부독재 시기를 거치며 국민주의가 좌익 국민주의의 형태로 다시금 발흥하여 대한민국의 사회 운동에 있어 큰 부분을 차지하게 되었다. 이는 당시 노동착취가 만연한 사회 분위기 속에 군사정권이 친미 성향을 띤 것에 대한 반발로서 큰 설득력을 발휘할 수 있었다. 민주화 전까지 이들이 형성한 대한민국의 운동권은 그 사상적 기반을 일국사회주의론에서 미미한 영향을 받은 민족해방민중민주주의혁명론(NLPDR)에 두었는데, 이는 훗날 강경 민족주의 세력인 자주파(NL)와 민족주의 성향이 약한 평등파(PD)로 분화되어 좌파 세력 내부에서의 헤게모니 분쟁을 야기하였다.

### 외국의 사례
좌익 국민주의는 전 세계에 걸쳐 많은 영향력을 행사하고 있다. 일부 지역에서는 집권 정당이 좌익 국민주의를 주창하기도 한다.
사회주의 인터내셔널(Socialist International)과 관계가 있는 아프리카 민족회의(African National Congress)의 경우, 흑인들의 민주주의적인 시민권 운동을 벌이고 있다. 또한 이들은 흑인 국민주의를 제창하고 있다. 짐바브웨의 로버트 무가베의 경우, 소수 백인의 지배권에 맞서 투쟁하였으며, 이 역시 좌익 국민주의의 한 모습으로 볼 수 있다.
또한 유럽에서는 2차세계대전 당시 레지스탕스로 활동하던 프랑스 공산당도 좌익 국민주의 운동의 한 예로 등장하며, 유고슬라비아의 파르티잔도 좌익 국민주의적 요소를 가지고 있었다. 유럽 내 또다른 좌익 국민주의의 사례로는 아일랜드와 북아일랜드에서 활동하는 아일랜드 공화사회주의자당과 아일랜드 공화사회주의자당의 준군사조직인 아일랜드 민족해방군이 있다.
동아시아에서는 중국 공산당의 팔로군을 예로 들 수 있으며 동남아시아의 경우는 프랑스 식민 지배하에 있던 인도차이나권의 좌익 독립운동 단체인 베트민, 파테트라오, 캄푸치아도 그 예로 들 수 있으며, 베트남의 경우 남베트남에서 좌익 국민주의 성향으로 결성된 남베트남 인민혁명당과 일명 베트콩으로 불리던 남베트남 민족해방전선도 그 예로 들 수 있다. 서남아시아 지역 역시 이스라엘을 필두로 한 시온주의 세력에 대항해 혁명적 좌익 국민주의 운동이 활발하게 일어나고 있으며, 대표적인 단체로는 팔레스타인 해방대중전선과 팔레스타인 해방민주전선이 있다.
에스파냐와 포르투갈 등의 식민지였던 라틴 아메리카에서도 다른 좌익 국민주의 운동이 활발했다. 대표적인 단체로는 7월 26일 운동, 콜롬비아 무장혁명군, 콜롬비아 민족해방군, 마누엘 로드리게스 애국전선 등이 있다. 한편 라틴 아메리카에서 좌익 국민주의 정당이 선거를 통해 집권한 사례로는 시몬 볼리바르 사상의 정치적 계승을 표방하는 베네수엘라 연합사회당과 볼리비아의 사회주의운동당이 있다.

## 대표적인 좌익 국민주의자

### 마르크스-레닌주의자
- 체 게바라
- 알베르트 바요
- 카밀로 시엔푸에고스
- 피델 카스트로
- 라울 카스트로
- 후안 알메이다 보스케
- 토마스 상카라
- 제임스 코널리

### 다른 이념의 좌익 국민주의자
- 우고 차베스
- 더글라스 브라보
- 니콜라스 마두로
- 에보 모랄레스
- 루이스 아르세

## 분파

### 마르크스-레닌주의
- 사회주의적 애국주의
  - 스탈린주의
    - 게바라주의
      - 포코 이론

    - 호자주의

  - 카스트로주의
  - 상카라주의
  - 아일랜드 공화주의

### 기타
- 볼리바르주의
  - 차베스주의

## 같이 보기
- 마르크스-레닌주의
- 쿠바 혁명
- 포코 이론
- 종속 이론
- 반제국주의
- 유럽회의주의
- 인민
- 평민
- 대중
- 민중 (또는 인민대중)
- 군중
- 민중민주주의 (또는 인민민주주의)
- 프롤레타리아
- 프롤레타리아 혁명
  - 프롤레타리아 독재
- 해방신학
- 민중신학
- 민중사학
- 좌파 민족주의 (한국민족문화대백과사전 "민족주의" 항목 참조)
- 마르크스주의
- 레닌주의
- 마르크스레닌주의
- 인민대중제일주의